# Piramidă mayașă

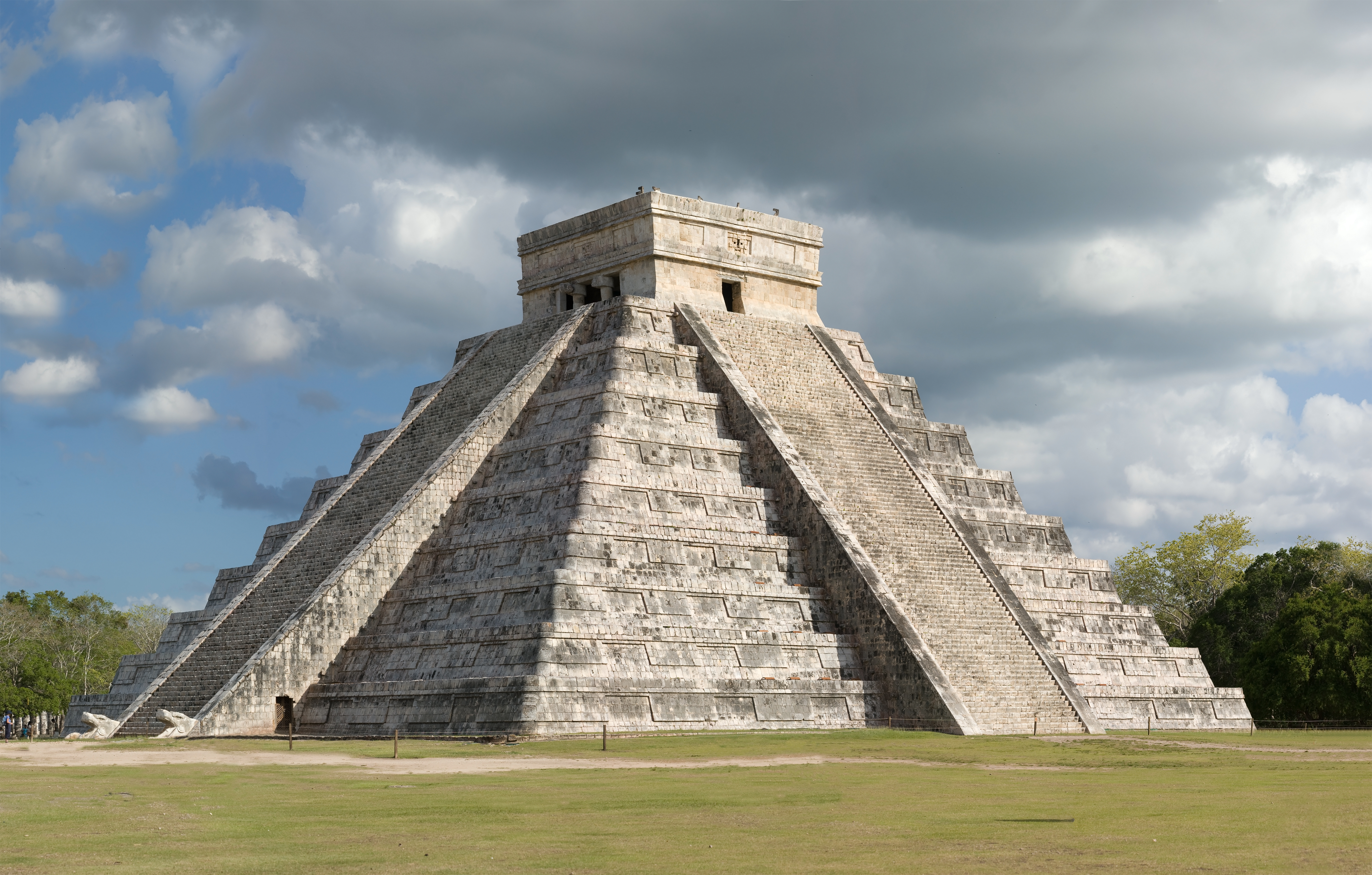
Piramida de la Chichén Itzá

Piramidele Maya (sau mayașe) au o bază pătrată, dar dezvoltă în conformitate cu o structură de terasă, în general, pentru a acționa ca un templu. Morminte au fost găsite în piramide, chiar dacă sporadic.

## Vechime
Primele piramide maya au apărut în anul 525. În Perioada postclasică (900 - 1500), piramidele maya erau cele mai importante construcții ale acestei civilizații.

## Arhitectură
Arhitectura cu care s-au construit piramidele maya nu este autentică.Ea este formată prin combinația :
- stilului mayaș (normal)
- stilului mayaș Puuc
- stilurilur din Platoul Mexican
- stilurilor din zonele muntoase
- stilului mayaș  Toltecs

Piramidele erau construite în 9 trepte (simbolizănd cele 9 ceruri).

## Răspândire
- zona Mexicului
- Guatemala
- America Centrală